# Shailesh Vara
Shailesh Lakhman Vara (né le 4 septembre 1960) est un homme politique britannique. Il est membre du Parti conservateur et député du Nord-Ouest du Cambridgeshire de 2005 à 2024. Vara est un ancien vice-président du Parti conservateur.
En 2006, il est nommé au poste ministériel de Leader fantôme de la Chambre des communes. Il occupe auparavant des postes de sous-secrétaire d'État parlementaire au ministère de la Justice et au ministère du Travail et des Pensions, avant d'être nommé au Bureau pour l'Irlande du Nord (NIO) sous la direction de Karen Bradley en janvier 2018. Vara démissionne de son poste de ministre de la NIO en novembre 2018 en raison de l'accord proposé par le gouvernement sur le Brexit.

## Jeunesse
Né en Ouganda d'immigrants indiens gujarati, Vara s'installe en Grande-Bretagne avec sa famille en 1964 à l'âge de quatre ans. Diplômé de la Aylesbury Grammar School et de l'Université Brunel, il obtient le titre d'avocat.
Il travaille dans la City et le West End de Londres, et en 1989–1990, à Hong Kong. Il est conseiller juridique et consultant commercial pour London First et vice-président du bureau du Small Business.

## Carrière politique
Vara fait partie du Parti conservateur depuis la fin des années 80 et est vice-président du Parti. Il est élu député de North West Cambridgeshire en mai 2005. Il s'est présenté auparavant au siège de Birmingham Ladywood aux élections générales de 1997, que Clare Short a facilement remporté, et Northampton Sud aux élections générales de 2001, où il perd de seulement 885 voix.
Lors de la Conférence du Parti conservateur en 2000, il reçoit la distinction de "star montante" officielle du Parti, Lord Alexander of Weedon le décrivant comme un "futur chef du Parti conservateur".
À l'approche des élections générales de 2001, Vara est membre des équipes de manifestants du Parti pour l'ordre public et les affaires juridiques.
Le 30 juin 2016, il confirme son soutien à Michael Gove pour l'élection à la direction des conservateurs.
Lors des élections à la direction conservatrice de 2019, il a initialement soutenu la candidature avortée de Dominic Raab .

### Projet de loi sur le cancer du sein
Le projet de loi sur le cancer du sein a été le sujet choisi par Vara après avoir été l'un des 20 députés choisis au hasard pour présenter un projet de loi d'initiative parlementaire à la Chambre des communes en 2006 Il fait campagne pour élargir l'âge du dépistage systématique du cancer du sein pour les femmes de la tranche d'âge actuelle de 50 à 70 ans à 45 à 75 ans. La proposition n'a pas été soutenue par le gouvernement, qui, selon Vara, a effectivement bloqué ses progrès en discutant jusqu'à la fin du débat.
Vara apporte son soutien à la journée nationale "Wear it pink" primée de la Campagne contre le cancer du sein (BCC) et soutient l'organisme caritatif contre le cancer du sein Breakthrough Breast Cancer lors d'une réunion à la Chambre des communes.

### Démission du ministère de l'Irlande du Nord
Tôt le 15 novembre 2018, Vara annonce sa démission en tant que ministre d'Irlande du Nord sur Twitter, publiant sa lettre de démission. Elle fait suite à la réunion du cabinet de la veille où a été discuté le projet d'accord de retrait du Brexit.
Vara est opposé au Brexit avant le Référendum sur l'appartenance du Royaume-Uni à l'Union européenne en juin 2016. Il démissionne de son poste de ministre d'Irlande du Nord car il estime que l'accord est insuffisant pour répondre au choix de la population de quitter l'UE.

## Vie privée
Vara est ceinture noire en Taekwondo. Il est marié et père de deux enfants.